# Violett skratthärfågel
Violett skratthärfågel (Phoeniculus damarensis) är en fågel i familjen skratthärfåglar inom ordningen härfåglar och näshornsfåglar.

## Utbredning och systematik
Violett skratthärfågel delas in i två underarter:
- Phoeniculus damarensis damarensis – förekommer i Angola och Namibia
- Phoeniculus damarensis granti – förekommer i Etiopien och Kenya

## Status och hot
Arten har ett stort utbredningsområde, men tros minska i antal, dock inte tillräckligt kraftigt för att den ska betraktas som hotad. Internationella naturvårdsunionen IUCN listar arten som livskraftig (LC).